# Abdelkader Chadi
Abdelkader Chadi (in arabo عبد القادر شادي‎?; Sétif, 12 dicembre 1986) è un pugile algerino.
Ha partecipato ai Giochi di Pechino 2008, di Londra 2012 e di Rio de Janeiro 2016, gareggiando nella categoria dei Pesi piuma, pesi leggeri e pesi welter.
Ha vinto 1 oro ai Giochi del Mediterraneo del 2013, nella categoria dei pesi superleggeri.